# Gadheim
Ne doit pas être confondu avec Gädheim.
Gadheim est un hameau de Basse-Franconie, dans le nord de la Bavière, appartenant à la commune de Veitshöchheim. Il est situé à environ 10 kilomètres au nord de Wurtzbourg.

## Géographie
Depuis le 31 janvier 2020, date effective du Brexit, Gadheim est devenu, après Westerngrund, le site du centre géodésique de l'Union européenne,.